# تمام میدان
تمام میدان (به انگلیسی: All Square) یک فیلم درام آمریکایی محصول سال ۲۰۱۸ به کارگردانی جان هیامز با بازی مایکل کلی، جسی ری شپس، پاملا آدلون است. این فیلم برنده جایزه بهترین فیلم داستانی سال ۲۰۱۸ از جشنواره فیلم جنوب از جنوب غربی شد.

## داستان
جان که مردی متکی بر شانس است، هنگامی که مشتریانش بدهی‌های خود را پرداخت نمی‌کنند، او تصمیم می‌گیرد تا از طریق بازی‌های بیسبال ضررهای خود را جبران کند اما…

## انتشار فیلم
این فیلم در ۱۲ اکتبر ۲۰۱۸ در ایالات متحده منتشر شد.